# یواس‌اس اوبراین (تی‌بی-۳۰)
یواس‌اس اوبراین (تی‌بی-۳۰) (به انگلیسی: USS O'Brien (TB-30)) یک کشتی بود که طول آن 157' بود. این کشتی در سال ۱۹۰۰ ساخته شد.